# Leon Gordon

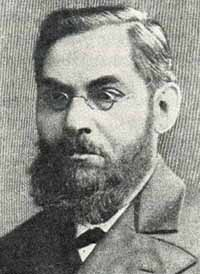
Leon Gordon

Leon Gordon (1831-1892), cuyo nombre de nacimiento era Judar Loeb Ben Asher, fue un poeta y novelista judío-ruso nacido en el año 1831 en Vilna, capital de Lituania.
Gordon formó parte del renacimiento moderno de la lengua y cultura hebrea. Sus sátiras lograron despertar un nuevo sentido de la realidad y de la vida a muchos judíos que vivían en Rusia, logrando un especial y gran reconocimiento en los guetos. Su estilo es hebreo clásico y puro. Sus poemas fueron recogidos en cuatro volúmenes bajo el título "Kol Shire Yehudah" (San Petersburgo, 1883-1884) y sus novelas en "Kol Kitbe Yehuda" (Odesa, 1889). Varias de sus obras fueron publicadas en el periódico Jewish Quarterly Review (JQR).
Falleció en el año 1892 en la ciudad de San Petersburgo.